# Reichensteiner
Reichensteiner ist eine neugezüchtete Weißweinsorte aus Müller-Thurgau × (Madeleine Angevine × Calabreser-Froelich). Heinrich Birk (1898–1973), der Leiter des Instituts für Rebenzüchtung der hessischen Forschungsanstalt Geisenheim in Geisenheim war, war der Züchter der Traubensorte. Die Kreuzung erfolgte 1939, 1978 wurde der Reichensteiner in die Sortenschutzrolle und die Sortenliste eingetragen. Die Angaben des Züchters zu den Kreuzungseltern konnten in der Zwischenzeit durch DNA-Analyse bestätigt werden.
Bei der Namensfindung stand die Burg Reichenstein bei Bingen Pate.
In nördlichen Anbaugebieten kann die Sorte als Alternative zum Müller-Thurgau gelten und ist für Prädikatsweine geeignet. Die Weine sind schwach im Bouquet und relativ neutral. Daher ist ihr Wert in Gebieten, in denen der Müller-Thurgau gut ausreift, umstritten. Aufgrund geringer Säurewerte (→ Säure (Wein)) fehlt dem süffigen Wein meist die bei deutschen Weinen übliche Spritzigkeit und Lebendigkeit und erinnern entfernt an den Weißburgunder.
Der Reichensteiner diente außerdem als Grundlage für weitere Neuzüchtungen, wie zum Beispiel den Ehrenbreitsteiner und die Schweizer Sorten Gamaret und Garanoir.
Siehe auch die Artikel Weinbau in Deutschland, Weinbau in Neuseeland und Weinbau im Vereinigten Königreich sowie die Liste von Rebsorten.
Synonyme: Rajhenstajner, Zuchtnummer Geisenheim CD 18-.92. oder Gm CD 18-.92.
Abstammung: Müller-Thurgau × (Madeleine Angevine × Calabreser-Froelich)

## Verbreitung
In Deutschland waren im Jahr 2007 113 Hektar mit der Rebsorte Reichensteiner bestockt. Im Jahr 2006 waren noch 119 Hektar Anbaufläche bestockt, nachdem im Jahr 1999 immerhin 257 Hektar erhoben wurden.
Sie kann praktisch zeitgleich dem frühreifenden Gutedel geerntet werden und wird somit auch in Ländern mit unvorteilhaftem Klima eingesetzt. Der Reichensteiner ist somit auch in Belgien und England zugelassen. Kleinere Anpflanzungen sind auch in Neuseeland bekannt. Im Jahr 2008 lag die bestockte Rebfläche bei noch steigender Tendenz bei 72 Hektar.
Im Jahr 2007 lag die Rebfläche noch bei 66 Hektar.

## Deutschland
Die Rebflächen in Deutschland verteilen sich wie folgt auf die einzelnen Anbaugebiete:
| Weinbaugebiet           | Rebfläche (Hektar) |
| ----------------------- | ------------------ |
| Ahr                     | -                  |
| Baden                   | -                  |
| Franken                 | -                  |
| Hessische Bergstraße    | 1                  |
| Mittelrhein             | unter 0,5          |
| Mosel                   | 27                 |
| Nahe                    | 2                  |
| Pfalz                   | 9                  |
| Rheingau                | 72                 |
| Rheinhessen             | 2                  |
| Saale-Unstrut           | -                  |
| Sachsen                 | -                  |
| Stargarder Land         | -                  |
| Württemberg             | -                  |
| Gesamt Deutschland 2007 | 113                |

Quelle: Rebflächenstatistik vom 13. März 2008, Statistisches Bundesamt, Wiesbaden 2008 in Beschreibende Sortenliste des Bundessortenamtes 2008, Seite 198ff.

## Ampelographische Sortenmerkmale
In der Ampelographie wird der Habitus folgendermaßen beschrieben:
- Die Triebspitze ist offen. Sie ist weißlich-grün, dichtwollig bis filzig behaart und die Spitzen sind karminrot gefärbt. Die weißlichen Jungblätter sind spinnwebig behaart.
- Die mittelgroßen bis großen Blätter sind drei- bis fünflappig und deutlich gebuchtet. Die Stielbucht ist V-förmig offen. Das Blatt ist spitz gesägt. Die Zähne sind im Vergleich zu anderen Rebsorten mittelweit gesetzt.
- Die konusförmige Traube ist groß und länglich, schwach geschultert und lockerbeerig. Die rundlichen Beeren sind mittelgroß und von leuchtend gelber bis goldgelber Farbe. Die Beeren sind von neutralem Geschmack.

Die Rebsorte reift fast zeitgleich mit dem Gutedel und gilt somit im internationalen Vergleich als früh reifend. Sie ist eine Varietät der Edlen Weinrebe (Vitis vinifera). Sie besitzt zwittrige Blüten und ist somit selbstfruchtend. Beim Weinbau wird der ökonomische Nachteil vermieden, keinen Ertrag liefernde, männliche Pflanzen anbauen zu müssen.